# Assis-sur-Serre
Assis-sur-Serre es una comuna francesa, situada en el departamento de Aisne, de la región de Alta Francia.

## Demografía
| 317 | 308 | 291 | 244 | 257 | 266 | 274 | 230 |
| Para los censos de 1962 a 1999 la población legal corresponde a la población sin duplicidades (Fuente: INSEE [Consultar]) |     |     |     |     |     |     |     |